# Strumigenys nigra
Strumigenys nigra är en myrart som beskrevs av Brown 1971. Strumigenys nigra ingår i släktet Strumigenys och familjen myror. Inga underarter finns listade i Catalogue of Life.